# Entex Adventure Vision
O Adventure Vision é um console de videogame lançado pela Entex Industries em agosto ou outubro de 1982. O monitor, os controles do jogo e o hardware do computador são todos contidos em uma única unidade portátil. O monitor LED pode exibir apenas pixels vermelhos. Quatro jogos foram lançados, todos de arcade.
O Adventure Vision foi o sistema de segunda geração da Entex após o Entex Select-A-Game, lançado um ano antes em 1981.
O controle é realizado por meio de um único joystick de várias posições e dois conjuntos de quatro botões, um de cada lado do joystick, para facilitar a reprodução por jogadores canhotos e destros. Em vez de usar uma tela LCD ou um aparelho de televisão externo como outros sistemas da época, o Adventure Vision usa uma única linha vertical de 40 LEDs vermelhos combinados com um espelho giratório dentro da caixa. Isso permite uma resolução de tela de 150   ×   40.   pixels . O motor espelho consome muita energia das baterias, o que pode ser evitado usando o adaptador CA embutido.

## Jogos
A Entex lançou quatro jogos para o Adventure Vision:
- Defender, baseado no jogo de arcade da Williams Electronics com o mesmo nome
- Super Cobra, baseado no jogo de arcade da Konami com o mesmo nome
- Tartarugas, baseadas no jogo de arcade da Konami com o mesmo nome (semelhante ao Pac-Man )
- Space Force, baseado no jogo de arcade Venture Line com o mesmo nome (semelhante ao Asteroids )

## Especificações técnicas
- CPU: Intel 8048 @ 733   kHz
- Som: National Semiconductor COP411L @ 52.6   kHz
- RAM: 64 bytes (interno para 8048), 1K (no PCB principal)
- ROM: 1K (interno para 8048), 512 bytes (interno para COP411L), 4K (cartucho)
- Entrada: joystick de 4 direções, 4 botões duplicados em cada lado do joystick
- Placa gráfica: 150x40 pixels monocromáticos

## Legado
Uma técnica de exibição semelhante combinando LEDs vermelhos com um espelho em movimento foi usada pela Nintendo no Virtual Boy de 1995.
Em 31 de março de 2013 na Demoparty Revision, a primeira ROM homebrew / demo do sistema foi demonstrada pelo MEGA - Museu de Jogos Eletrônicos e Arte. A MEGA também lançou o código fonte da demonstração, bem como todas as ferramentas de desenvolvimento.
O sistema é suportado pelo emulador MESS e AdViEmulator.